# Viola da braccio
Viola da braccio ou viola da brazzo, est un terme italien apparu au XVIe siècle que l'on peut traduire par viole de bras, désignant la famille des instruments tenus dans les bras pour la distinguer de celle des violes de gambe, tenues entre les jambes. Chaque famille d'instruments (viola da braccio et viola da gamba) comportait des registres différents : soprano, ténor et basse. Plus tard le nom de violino (violon) remplaça celui de viola da braccio soprano, tandis que le terme de viola demeurait pour désigner l'alto. Bien que l'instrument basse de la famille des viola da braccio (le violoncelle) ne soit pas tenu par les bras, la dénomination de viola da braccio basse était conservée pour le distinguer de la famille des violes de gambe.

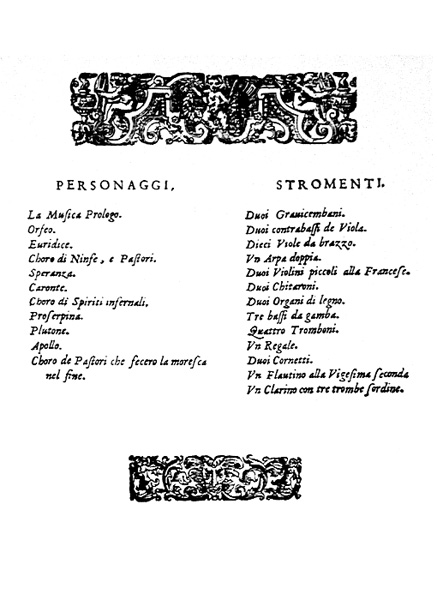
La page de garde de l'Orfeo de Monteverdi indique « dieci viole da brazzo »

## Discographie
- The Melancholic Bach – Emilio Moreno, viola da braccio ; Aarón Zapico, clavecin (juillet 2019, Glossa GCD920316) (OCLC 1154720290)